# Rajd Polski 1964

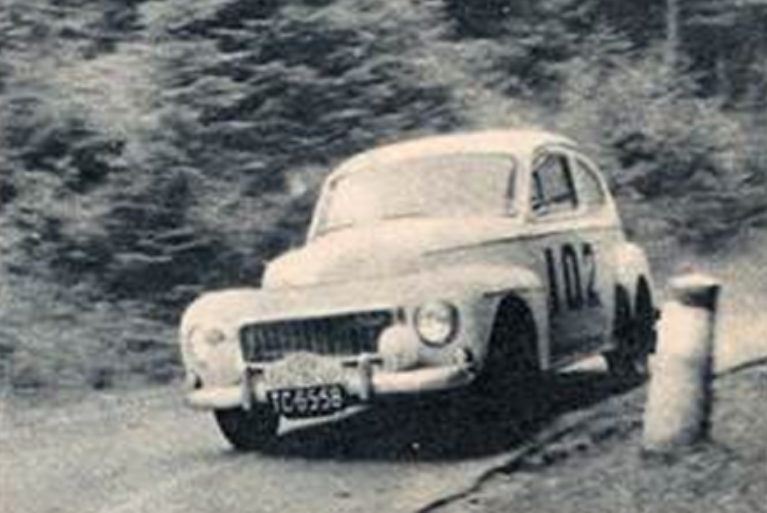
Franciszek Postawka podczas Rajdu Polski 1964 zajął czwarte miejsce

Rajd Polski 1964 (24. Rajd Polski) – 24. edycja rajdu samochodowego Rajd Polski rozgrywanego w Polsce. Rozgrywany był od 30 lipca do 2 sierpnia 1964 roku. Bazą rajdu był Kraków. Rajd był dziewiąta rundą Rajdowych Mistrzostw Europy w roku 1964 i trzecia rundą Rajdowych samochodowych mistrzostw Polski w roku 1964 o współczynnik 5.

## Wyniki końcowe rajdu[1]
| Miejsce | Kierowca               | Pilot               | Samochód                 | Czas    | Strata   |
| ------- | ---------------------- | ------------------- | ------------------------ | ------- | -------- |
| 1       | Sobiesław Zasada       | Ewa Zasada          | Steyr Puch 650 TR        | 6:16    | –        |
| 2       | Erik Carlsson          | Gunnar Palm         | Saab 96 Sport            | 20:45   | +14:29   |
| 3       | Pat Moss-Carlsson      | Elisabeth Nyström   | Saab 96 Sport            | 25:39   | +19:23   |
| 4       | Franciszek Postawka    | Józef Zoll          | Volvo PV544              | 31:17   | +25:01   |
| 5       | Adam Wędrychowski      | Marek Varisella     | Renault Dauphine         | 35:46   | +29:30   |
| 6       | Kazimierz Osiński      | Mieczysław Sochacki | Fiat 600 D               | 36:30   | +30:14   |
| 7       | Kurt Otto              | Hermann Hanf        | Wartburg 1000            | 46:59   | +40:43   |
| 8       | Giorgio Pianta         | Mario Poltronieri   | Lancia Flavia 1800 Coupé | 59:00   | +52:44   |
| 9       | Hans Christian Nielsen | Henning Henriksen   | Ford Cortina             | 1:03:43 | +57:27   |
| 10      | Eberhard Asmus         | Helmut Piehler      | Trabant P601             | 1:12:18 | +1:06:02 |

## Wyniki końcoweRSMP[4]
| Miejsce | Kierowca            | Pilot               | Samochód             | Czas    | Strata   | Klasa  |
| ------- | ------------------- | ------------------- | -------------------- | ------- | -------- | ------ |
| 1       | Sobiesław Zasada    | Ewa Zasada          | Steyr Puch 650 TR    | 6:16    | –        | 1/700  |
| 2       | Franciszek Postawka | Józef Zoll          | Volvo PV544          | 31:17   | +25:01   | 1/2000 |
| 3       | Adam Wędrychowski   | Marek Varisella     | Renault Dauphine     | 35:46   | +29:30   | 1/850  |
| 4       | Kazimierz Osiński   | Mieczysław Sochacki | Fiat 600 D           | 36:30   | +30:14   | 1/850  |
| 5       | Andrzej Jaroszewicz | Marian Zatoń        | Mercedes-Benz 220 SE | 1:18:18 | +1:12:02 | 1/2000 |
| 6       | Zenon Leszczuk      | Jan Soczek          | Škoda Octavia TS     | 1:45:48 | +1:39:32 | 1/1300 |
| 7       | Ksawery Frank       | Zbigniew Łagutko    | Mercedes-Benz 220 S  | 1:48:13 | +1:41:57 | 1/2000 |
| 8       | Stefan Dobrzyński   | Zygmunt Wiśniowski  | Wartburg 1000        | 1:59:20 | +1:53:04 | 1/1000 |
| 9       | Alfons Tobolski     | Jerzy Sypniewski    | Wartburg 1000        | 2:06:36 | +2:00:20 | 1/1000 |
| 10      | Jan Wolski          | Jerzy Pacanowski    | Trabant 600          | 2:09:21 | +2:03:05 | 1/700  |